# Phospholipase A2
Une phospholipase A2 (PLA2) est une hydrolase qui libère spécifiquement l'acide gras estérifiant l'hydroxyle du carbone 2 du glycérol d'un phosphoglycéride pour donner un lysophospholipide :
|                     | + H2O {\displaystyle \rightleftharpoons } |            | + |                           |
| Phosphatidylcholine |                                           | Acide gras |   | 2-lysophosphatidylcholine |
Les phospholipases A2 se trouvent dans la plupart des tissus des mammifères ainsi que dans les venins d'insectes et de serpents. Ces derniers contiennent de grandes quantités de mélittine, un peptide de 26 résidus d'acides aminés qui joue le rôle d'activateur des phospholipases A2.
Lorsque l'acide gras libéré de la position 2 du glycérol est l'acide arachidonique, la métabolisation de celui-ci par une cyclooxygénase ou une lipoxygénase conduisent à des eicosanoïdes, parmi lesquels des prostaglandines et des leucotriènes, qui sont des médiateurs de l'inflammation.  C'est l'une des raisons des réactions inflammatoires violentes qui accompagnent les morsures de serpents et les piqûres d'insectes. Certaines isoformes des  phospholipases A2 pourraient favoriser la genèse de l’athérome, d’autres seraient protectrices.
Il existe également une phospholipase A2 procaryotique qu’on trouve chez les bactéries et les mycètes.

## Cibles thérapeutiques
Le varespladib (en) est un inhibiteur de la phospholipase A2 testé chez les patients ayant un syndrome coronarien aigu mais qui s’est révélé être très décevant : on a relevé une augmentation du taux d’infarctus dans le groupe traité.
Le darapladib (en) est un inhibiteur de la phospholipase A2 associée aux lipoprotéines (Lp-PLA2), en cours de test dans les maladies coronariennes.

## Voir aussi

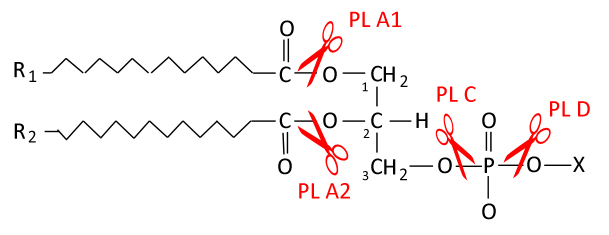
Zones de clivage des différentes classes de phospholipases :
- PLA1 : phospholipase A_{1},
- PLA2 : phospholipase A_{2},
- PLC : phospholipase C,
- PLD : phospholipase D.